# ایوان هیردمان
ایوان هیردمان (سوئدی: Yvonne Hirdman؛ زادهٔ ۱۸ ژانویهٔ ۱۹۴۳) تاریخ‌نگار، و استاد دانشگاه اهل سوئد است.
در سال ۲۰۰۴ او کتابی با عنوان «سیستم جنسیت» تأملاتی در مورد تبعیت اجتماعی زنان منتشر کرد.
او جوایز زیادی از جمله جایزه آگوست را دریافت کرده‌است.
در سال ۲۰۱۵، زندگینامه او با عنوان Medan jag var ung (وقتی جوان بودم) منتشر شد.